# لامپ فلورسنت فشرده

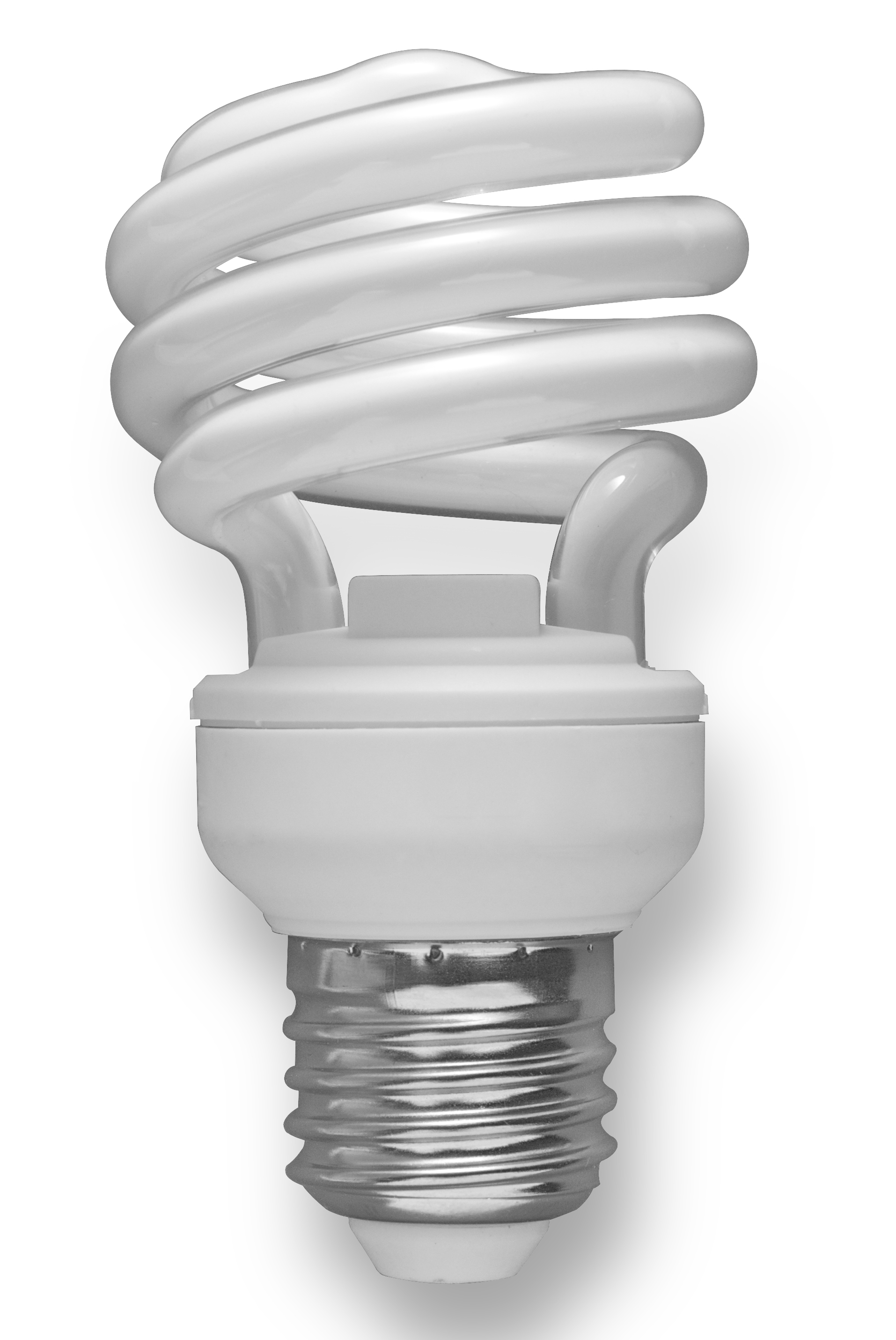
یک لامپ فلورسنت فشردهٔ مارپیچی.

این نمودار نشان‌دهندهٔ مصرف انرژی انواع لامپها است. هرچه نقطه‌ها در نمودار پایین‌تر باشند، یعنی مصرف انرژی کمتری دارند.

لامپ کم‌مصرف یا لامپ فِلُورِسنت فشرده، نوعی لامپ از خانوادهٔ لامپ‌های فلورسنت است. لامپ‌های کم‌مصرف برای جایگزین‌شدن با لامپ‌های رشته‌ای که پرمصرف هستند طراحی شده‌اند، و سرپیچ آنها مانند لامپ‌های معمولی است. در مقایسه با لامپ‌های معمولی، این لامپ‌ها تقریباً همان نور را تولید می‌کنند اما مصرف برق کمتر و عمر طولانی‌تری دارند، اگرچه قیمتشان بالاتر است. در ایالات متحدهٔ آمریکا، یک لامپ کم‌مصرف در مقایسه با یک لامپ معمولی و در طول عمر لامپ، بیش از ۳۰ دلار در هزینهٔ برق صرفه‌جویی می‌کند و تا ۲۰۰۰ برابر از تولید گازهای گل‌خانه‌ای جلوگیری می‌کند.

## تاریخچه
اولین لامپ فلورسنت در اواخر دههٔ ۱۸۹۰ به وسیلهٔ پیتر کوپر هیویت اختراع شد. از لامپ‌های هیویت در سالن‌های عکاسی و برخی صنایع استفاده می‌شد. بعدها و در سال ۱۹۲۷ فردریک مه‌یِر و هانس اسپنر لامپ بخاری فشار بالا را اختراع و ثبت کردند. بعدها جورج اینمان با شرکت جنرال الکتریک در مورد تولید لامپ‌های مهتابی کارآمد به توافق رسید و تولید این نوع لامپ‌ها شروع شد. لامپ‌هایی که در سال ۱۹۳۸ تولید و در سال ۱۹۴۱ ثبت شد.
لامپ‌های کم‌مصرف نوین به وسیلهٔ اِد هامر، که مهندس شرکت جنرال الکتریک بود، در واکنش به بحران نفتی سال ۱۹۷۳ اختراع شد. وی با بودجه‌ای در حدود ۲۵ میلیون دلار این لامپ‌ها را به تولید انبوه رساند اما بعدها فناوری ساخت این لامپ‌ها فاش شد و افراد دیگر با کپی‌برداری توانستند این لامپ‌ها را تولید کنند.

## ساختمان
مهمترین پیشرفت در فناوری ساخت این لامپها، افزایش فرکانسِ کارِ لامپ بوده‌است. به این معنی که فرکانس کار آنها به جای ۵۰ یا ۶۰ هرتز، چندین کیلوهرتز است (مثلاً ۲۰ کیلوهرتز). این باعث می‌شود اجزای مدارِ راه اندازِ لامپ، به ویژه سیم‌پیچ (سِلف)، به مراتب کوچک‌تر شوند. به همین دلیل، این نوع لامپ‌های فلورسنت را، فشرده می‌گویند. از سوی دیگر، با این کار چشمک‌زدن‌های لامپ و آهسته روشن‌شدن آن نیز از بین می‌رود؛ مشکلی که تقریباً در همهٔ لامپ‌های فلورسنت وجود داشت.